# Serbische Badmintonmeisterschaft 2021
Die Serbische Badmintonmeisterschaft 2021 fand vom 19. bis zum 20. Juni 2021 in Belgrad statt.

## Medaillengewinner
| Disziplin    | Gold                        | Silber                            | Bronze                             |
| ------------ | --------------------------- | --------------------------------- | ---------------------------------- |
| Herreneinzel | Luka Milić                  | Dragoslav Petrović                | Mihajlo Tomić                      |
| Herreneinzel | Luka Milić                  | Dragoslav Petrović                | Ilija Pavlović                     |
| Dameneinzel  | Marija Sudimac              | Sara Lončar                       | Sanja Perić                        |
| Dameneinzel  | Marija Sudimac              | Sara Lončar                       | Nina Bogdanović                    |
| Herrendoppel | Andrija Doder Mihajlo Tomić | Ilija Pavlović Borko Petrović     | Igor Jovanović Aleksandar Jovičić  |
| Herrendoppel | Andrija Doder Mihajlo Tomić | Ilija Pavlović Borko Petrović     | Dragoslav Petrović Viktor Petrović |
| Damendoppel  | Sara Lončar Marija Sudimac  | Nina Bogdanović Anđela Vitman     | Maša Aleksić Marija Samardžija     |
| Damendoppel  | Sara Lončar Marija Sudimac  | Nina Bogdanović Anđela Vitman     | Miona Filipović Sanja Perić        |
| Mixed        | Mihajlo Tomić Anđela Vitman | Dragoslav Petrović Marija Sudimac | Andrija Doder Sara Lončar          |
| Mixed        | Mihajlo Tomić Anđela Vitman | Dragoslav Petrović Marija Sudimac | Igor Bjelan Nina Bogdanović        |